# Terry Cummings
Robert Terrell Cummings (* 15. März 1961 in Chicago, Illinois) ist ein ehemaliger US-amerikanischer Basketballspieler. Er spielte 18 Saisons in der NBA auf der Position des Power Forwards oder Centers.
Nachdem Terry Cummings die DePaul University besucht hatte, wurde er 1982 von den San Diego Clippers an zweiter Stelle der Draft ausgewählt. Für die Clippers spielte er von 1982 bis 1984. 1984 wurde er zu den Milwaukee Bucks getradet. Für die Bucks war er bis 1989 aktiv. Danach stand er im Kader der San Antonio Spurs, bis er 1995 zu den wieder zu den Milwaukee Bucks wechselte. Danach war er für die Seattle SuperSonics nur eine Saison aktiv. In der Saison 1997/98 bestritt er Spiele für die Philadelphia 76ers und die New York Knicks. Abschließend von 1998 bis 2000 stand Cummings für die Golden State Warriors auf dem Parkett.

## Karriere
Terry Cummings wurde in der NBA-Draft 1982 an zweiter Stelle von den San Diego Clippers ausgewählt. Er etablierte sich sofort zum Starspieler der Clippers und wurde 1982/83 zum NBA Rookie of the Year gewählt, nachdem er 23,7 Punkte and 10,4 Rebounds pro Spiel erzielte. Damit führte er das NBA All-Rookie Team dieses Jahrgangs an. Nach zwei Jahren bei den Clippers, wurde er im Sommer 1984 zu den Milwaukee Bucks transferiert, wo er seine sportlich beste Zeit hatte. Cummings stand zweimal in einem NBA All-Star Game (1984/85 und 1988/89). Er wurde zudem 1985 in das NBA All-Second Team gewählt. Mit den Bucks erreichte er in jedem Jahr die NBA-Playoffs. 1989 folgte der Wechsel zu den San Antonio Spurs, dort bildete Cummings an der Seite von David Robinson und Sean Elliott einen starken Frontcourt und kam in den ersten drei Jahren auf 19 Punkte und 8 Rebounds im Schnitt. 1992 erlitt Cummings eine schwere Knieverletzung und fiel fast die gesamte Saison aus. Er fand nach seiner Genesung nie mehr zu seiner All-Star-Form zurück und verlor seinen Starterplatz an Dennis Rodman, blieb aber weiterhin ein beständiger Spieler von der Bank. Die letzten Jahre spielte Cummings für verschiedene NBA-Teams, ehe er im Alter von 38 seine Karriere bei den Golden State Warriors beendete.

## Privatleben
Cummings hat drei Kinder, zwei davon mit seiner Ex-Frau. Sein Sohn T.J. Cummings war selbst ein professioneller Basketballspieler, der viele Jahre in Japan aktiv war.
Cummings wurde im Alter von 16 Jahren ein protestantischer Pastor und vollzog u. a. die Heirat seines Teamkollegen Sean Elliott. Daher lautete sein Spitzname „The Preacherman“ (dt.: der Prediger).